# Der Schuß im Traum
Der Schuß im Traum ist ein deutsches Stummfilmdrama aus dem Jahre 1915 von Max Mack.

## Handlung
Eine noch jugendliche Gräfin residiert mit ihrem alternden Gatten in einem Schloss. Eines Tages bekommen die beiden Besuch von dem Geigenvirtuosen Pellini. Während der alte Graf mit dem gleichfalls anwesenden Pastor des Ortes Karten spielt, gehen der Künstler und die Hausherrin für einen kleinen, nächtlichen Spaziergang bei Mondschein auf die Schlossterrasse. Noch ganz verzaubert von seinem Geigenspiel, weicht sie auch nicht zurück, als Pellini sich die Dreistigkeit herausnimmt, die Adelige küssen zu wollen. Gerade in diesem Moment aber kommt der Schlossdiener Thomas mit einer Tasse Mokka dazwischen und verhindert so, dass es zum Äußersten kommt. Ungeniert grinst er auch noch frech, so als habe er keinen Respekt vor seiner jungen Chefin. In Wahrheit aber hat der Lakai selbst ein Auge auf die Schöne geworfen.
Da Madame befindet, dass sie beinahe ihrem Gatten untreu geworden wäre, eilt sie von der Terrasse wieder ins Innere des Schlosses und begibt sich sofort in ihr Gemach. Rasch fällt sie in einen tiefen Schlaf, aber der ist alles andere als geruhsam. In einem schrecklichen Traum sieht sie sich und Pellini von dem dämonischen Diener verfolgt, der von ihr hartnäckig Liebe einfordert. Andernfalls wolle er seinem Herrn, dem Grafen, von der sich anbahnenden Liaison mit dem Violinisten erzählen. Im Traum zwingt nun der Lakai die Gräfin, mit ihm auf die Jagd zu gehen. Sie nutzt die Gunst der Stunde, um mit dem Jagdgewehr den sie erpressenden Diener zu erschießen, der sich aber just in diesem Moment bückt, um dem kurz zuvor von ihr erlegten Reh mit einem Hirschfänger den Todesstoß zu versetzen. Der Schuss fällt … und die Gräfin erwacht. Am nächsten Morgen gesteht sie ihrem Mann alles und erzählt ihm auch von ihrem (Alp-)Traum. Der Diener wird entlassen, und Pellini wird aufgefordert, sofort abzureisen.

## Produktionsnotizen
Der Schuß im Traum, auch unter dem Titel Ein Schuß in der Nacht bekannt, passierte die Filmzensur im Juli 1915 und wurde wohl noch im Sommer desselben Jahres uraufgeführt. Die Länge des Dreiakters betrug 1150 Meter.
Die Bauten schuf Ludwig Kainer.

## Kritik
„Ein feines Sittenbild, das durch seine Eigenart besonders wirkt, ist … „Der Schuß im Traum“. (…) Der Traum ist so packend dargestellt, daß man daran vergißt, daß ein fürchterliches Traumbild mit allen seinen Unwahrscheinlichkeiten hier vorüberzieht. Leopoldine Konstantin als Gräfin, Fritz Feher als Virtuose und Herr Ulach als der Diener Thomas vollbringen abgestimmte Glanzleistungen. „Der Schuß im Traum“ muß als ein ganz vorzügliches Filmwerk gelten…“